# Hydrotermfigur
En hydrotermfigur er et diagram der viser mængden af nedbør og (typisk) den gennemsnitlige temperatur for årets måneder for et givent sted på Jorden — typisk med nedbøren vist som søjler, og temperaturen som en graf eller "kurve". Sådanne diagrammer kan give et hurtigt overblik over klimaet det pågældende sted, f.eks. om det er koldt eller varmt, kontinental- eller kystklima, om der er en "regntid" på bestemte tider af året, og flere andre ting.